# アウディ・オールロードクワトロ
オールロードクワトロ（allroad quattro）は、ドイツの自動車会社アウディが1999年から販売している、クロスオーバータイプのステーションワゴン型乗用車である。

## 概要
A6とA4のステーションワゴン（アバント）をベースに、トレッドの拡大とホイールアーチの大型化に加え、専用の樹脂製バンパーや前後アンダーガード、サイドシルガードを取り付けてオフロードイメージを高めるとともに、アウディ独自の4WDシステム「クワトロ」と専用サスペンションを装備することにより悪路走破性を高めている。
名称は「クワトロ」が付かず、単に「オールロード」で売られている国や地域もある。生産は全てドイツのネッカーズルムで行われている。

## A6オールロードクワトロ（1999年 - ）

### 初代（1999-2005年）4B(C5)系
2代目（C5系）A6アバントをベースに開発され、1999年に登場した。この代のみA6を名乗らず「オールロードクワトロ」の単独ネームである。
A6アバントとの主な違いは、大径タイヤとサスペンションにある。フロントマルチリンク／リアダブルウィッシュボーンのオールロードクワトロのサスペンションには、アウディ初の試みでもある、自動もしくはドライバーの選択によって、142mmから208mmまで4段階で車高（最低地上高）を変えられる4レベルエアサスペンションが装備されている。

#### 日本での販売
デビュー翌々年の2001年2月から導入され、全て右ハンドル車であった。
搭載されるエンジンは2.7L V型6気筒DOHCインタークーラー付き30バルブツインターボ（250PS/35.7kgm）と、4.2L V型8気筒DOHC40バルブ（300PS/38.8kgm）の2種類。トランスミッションは全グレードでマニュアル操作可能な5速ATティプトロニックを採用。
グレードは、外装のアルミ・クロームパーツをブラックアウトし内装を簡素化した2.7T SV（2002年4月追加）と豪華なウッドパネルとツートン本革仕様を備えた上級の2.7T、最上級にはエンジン排気量をアップし、タイヤサイズとホイールアーチをさらに大型化、バンパーなどの一部もボディ同色化した4.2（2003年10月追加）の3種類。標準タイヤサイズは2.7T／2.7T SVが225/55R17、4.2は245/45R18。
国内登録台数は2,471台であった。

### 2代目（2005-2011年）4F(C6)系
ベースであるA6がC6系へ移行したのにあわせてフルモデルチェンジ。同時に車名も「A6オールロードクワトロ」に変更された。
北アメリカでは2008年12月、日本では2009年2月に販売終了となったが、欧州市場等での販売はマイナーチェンジを経て継続された。

#### 日本での販売
日本ではガソリン車のみが導入された。2009年2月に行なわれたA6のマイナーチェンジと同時に販売を終了。

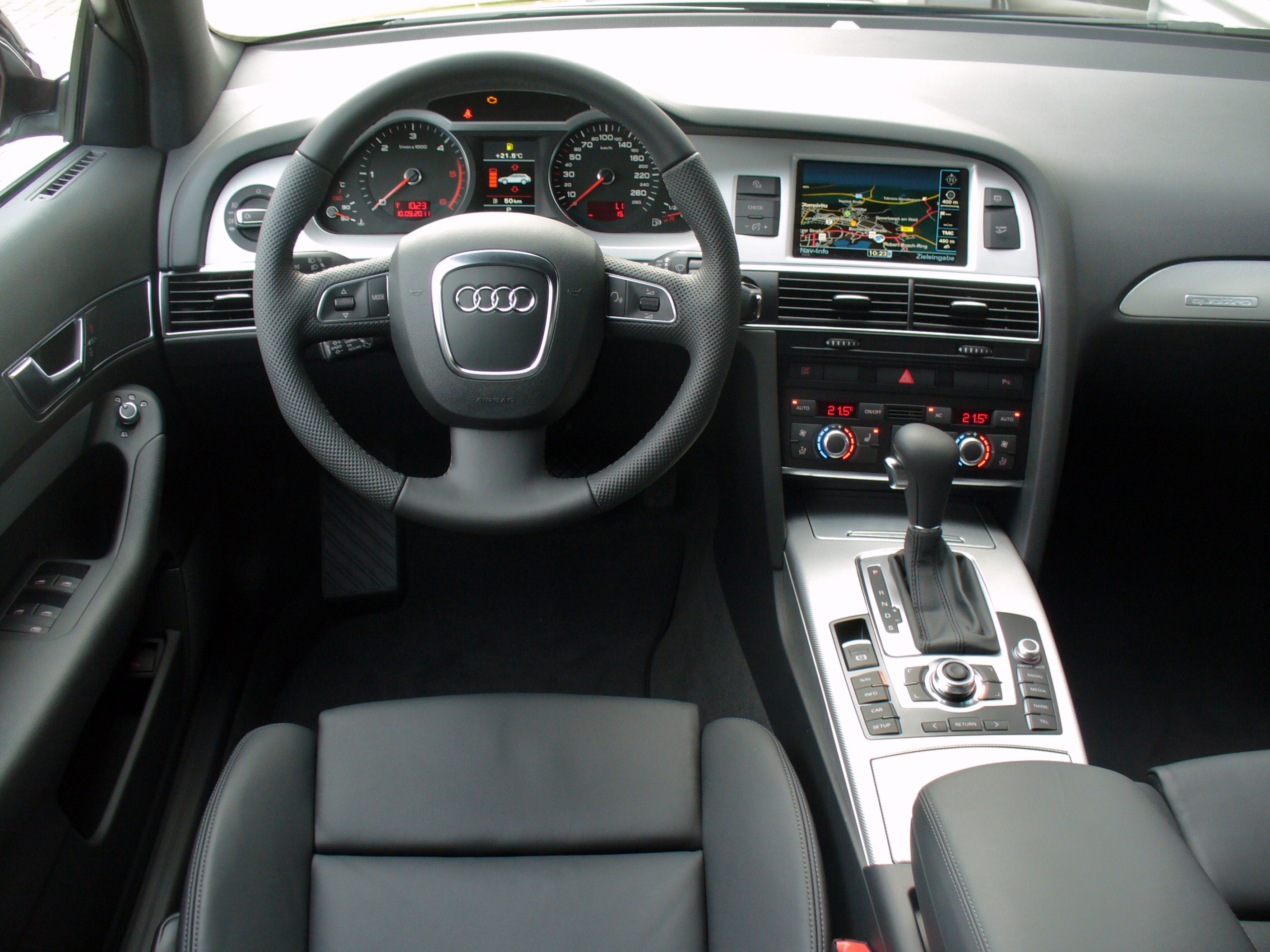
後期型 インテリア

### 3代目（2012-2019年）4G(C7)系
エンジンはガソリン車ではV型8気筒 が廃止、V型6気筒も3.2Lからスーパーチャージャー付きの3.0L（TFSI）に変更された。
ドイツ本国にはディーゼル車（TDI）が設定されており、チューニングの違いで3種類のV型6気筒3.0L TDIが用意されている。

#### 日本での販売
2012年8月21日、マイナーチェンジされたA4オールロードクワトロと同時に発売。エンジンはガソリン仕様のみ。先代では通常モデル扱いであったが、Q7の販売に悪影響を及ぼす配慮から今モデルから300台の限定販売となった。
2013年10月15日、再販売を発表。200台の限定発売となった。
2014年8月20日、A4オールロードクワトロと同時にカタログモデルとして再発売。

### 4代目（2019年-）F2(C8)系
ベースであるA6と同様、全車マイルドハイブリッドシステム（MHEV）を搭載する。2021年2月現在、日本未導入。

## A4オールロードクワトロ

### 初代（2009年-）8K(B8)系
2009年のサロン・アンテルナショナル・ド・ロトにて発表、同年発売。搭載エンジンは、2.0L 直列4気筒ガソリンエンジン（TFSI）と3.0L V型6気筒ディーゼル（TDI）が用意されている。

#### 日本での販売
日本には2010年11月に250台限定で導入された。エンジンはガソリン車でハンドル位置は右のみである。ボディカラーはグリーンでインテリアのカラーはブラウンに統一されている。
2011年8月、300台限定で販売されることとなり、ボディカラーはホワイトとグレーの2色で前回設定されていたグリーンは廃止された。インテリアカラーはホワイトがブラックをグレーはベージュが採用された。エンジンやハンドル位置の変更はない。
2012年8月21日、ベースとなるA4アバントのマイナーチェンジに伴い、新デザインのフロントグリルとこれまで要望が多かった「リアビューカメラ」と「スタートストップシステム」が搭載された。ボディカラーはホワイトがメタリック系に変更された以外に変更はないものの、シートカラーはブラックのみとなり、台数も前回より100台少ない200台の限定販売となった。同日発売となったC7系A6オールロードクワトロと比べて「エコカー減税」ならびに「エコカー補助金」の対象外である。
2014年8月20日、A6オールロードクワトロと同時にカタログモデルとして再発売された。